# ピロテリウム
ピロテリウム（Pyrotherium）は、新生代漸新世後期の南アメリカ大陸に生息したゾウに似た絶滅哺乳類。哺乳綱・火獣目・ピロテリウム科の大型草食動物。学名は「火の獣」の意。重要な化石が火山性の地層から発掘された事に因む命名。火獣目という目名の由来にもなっている。

## 形態

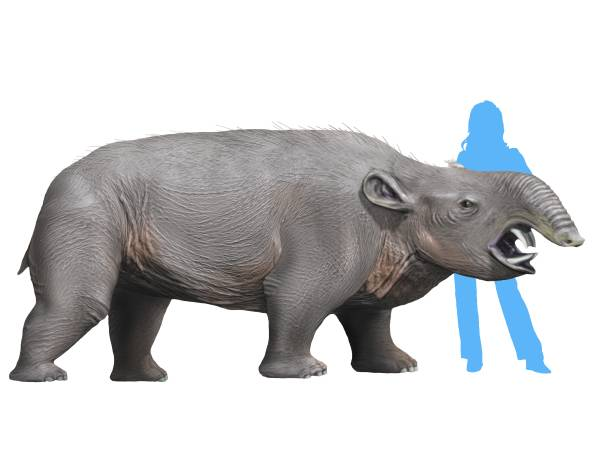
ピロテリウムの復元図 （romeroi 種）

より大型の romeroi 種は 推定全長3～3.5m、体高1.6 - 1.8m、体重3.5t、頭骨長約75cm、頭蓋幅約40cmに達し、小型のゾウやシロサイに匹敵する。切歯は上顎二対、下顎に一対ありその後ろに歯隙がある。臼歯は前後方向に平行する二つの畝を持っている。また、鼻孔の位置はかなり高く、ゾウの様な長い鼻を持っていた可能性が高いとされる。

首は短く、太く樽状の胴体、五本の蹄を持つ柱の様な太い脚を持っていた。食性は植物食であり、水辺の草や木の葉などを鼻で毟って食べていたとされる。

## ゾウとの相違

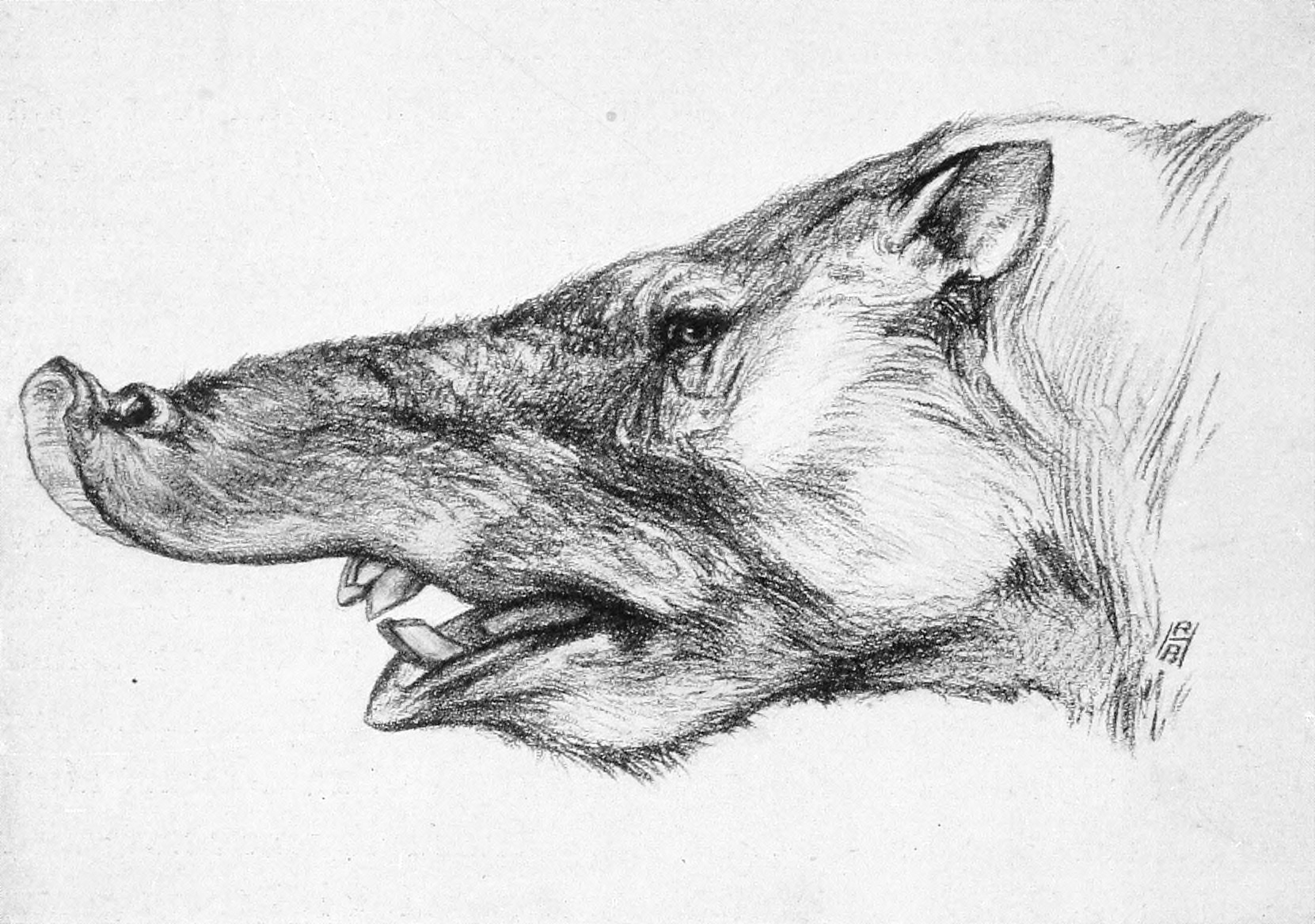
ロバート・ブルース・ホースフォールによるピロテリウムの頭部復元図

タガネのような牙、バクを思わせる伸縮性の長い鼻、柱のような太い足など、身体的特徴が初期の化石ゾウ類、特にバリテリウムなどに酷似している。この生物を命名した古生物学者アメギノも、長鼻類に分類していた。しかしこの生物は、ゾウの仲間ではなく南米大陸で独自の進化を遂げた有蹄類（午蹄中目)である。隔てられた場所で同様の生態的地位についた場合、身体的特徴が似通った姿になる、いわゆる「収斂進化」の好例の一つと思われる。
また、午蹄中目の初期のグループである異蹄目（英語版）の子孫にあたるとも考えられたが、アルシノイテリウムによく似たピロテリウムの足根の骨を用いた調査では両目の関係を証明できなかった。